# El hombre hembra
El hombre hembra (título original en inglés: The Female Man) es una novela feminista de ciencia ficción de la escritora estadounidense Joanna Russ. Fue escrita originalmente en 1970 y publicada por primera vez en 1975 por la editorial Bantam Books. En español, fue publicada por primera vez en 1978 por la editorial Bruguera, dentro de su colección Nova. Russ era una feminista convencida que desafió las opiniones sexistas de la década de 1970 con sus novelas, cuentos y obras de no ficción. Estos trabajos incluyen We Who Are About To..., "When It Changed", y ¿Por qué luchamos?: Sexo, raza, clase y el futuro del feminismo . 
La novela sigue la vida de cuatro mujeres que viven en mundos paralelos. Al cruzar a los mundos de las otras mujeres, sus diferentes puntos de vista sobre los roles de género entran en conflicto con las nociones preexistentes de las demás sobre la feminidad. Al final, sus encuentros las influyen para revaluar sus vidas y dar forma a sus ideas sobre lo que significa ser mujer. 
El personaje de Joanna se llama a sí misma el "hombre hembra", porque cree necesario olvidar su identidad como mujer a fin de ser respetada. Según dice, "hay una y solo una forma de poseer aquello de lo que carecemos... Convertirnos en ello". Su transformación metafórica hace referencia a su decisión de buscar la igualdad mediante el rechazo de la dependencia de la mujer sobre el hombre. Jonathan Swift se refiere a la Reina Anne como un "hombre hembra" en el Capítulo 4 del capítulo de los Houyhnhnms en los Viajes de Gulliver.

## Escenario
El Hombre Hembra incluye diversos mundos imaginarios. 
- El mundo de Joanna: Joanna existe en un mundo similar a la Tierra en la década de 1970.
- El mundo de Jeannine: Jeannine vive en un mundo donde la Gran Depresión nunca terminó. La Segunda Guerra Mundial nunca sucedió porque Adolf Hitler fue asesinado en 1936 y Chiang Kai-shek controla Hong Kong, dado que el imperialismo japonés domina aún sobre el continente chino.
- El mundo de Janet (Whileaway): Janet vive en un mundo llamado Whileaway, una sociedad utópica en un futuro lejano donde todos los hombres murieron a causa de una plaga específica de género hace más de 800 años. En el capítulo final, Jael sugiere que los hombres fueron asesinados. Para procrear, las mujeres en relaciones lésbicas utilizan la tecnología para fusionar genéticamente los óvulos mediante un proceso al que llaman partenogénesis. Aunque el mundo posee una tecnología avanzada, sus sociedades son principalmente agrarias. La historia corta ganadora del Premio Nebula When It Changed (1972) también transcurre en Whileaway, pero en una época anterior.[1]
- El mundo de Jael: El mundo de Jael es una distopía donde hombres y mujeres están literalmente enfrascados en una "batalla de sexos". Aunque han estado en conflicto durante más de 40 años, las dos sociedades siguen comerciando entre sí. Las mujeres trafican con niños a cambio de recursos. Para que los hombres puedan satisfacer sus deseos sexuales, los varones jóvenes se someten a una cirugía estética que cambia físicamente su apariencia para parecerse a mujeres. Jael es heterosexual y tiene relaciones sexuales en su casa con Davy, un robot diseñado como un joven atractivo y sexualmente sumiso.

## Estructura y formato
La novela se divide en nueve partes, cada una dividida en capítulos. Las secciones de la novela generalmente están descritas desde el punto de vista de un personaje, pero a menudo el punto de vista cambia entre las cuatro mujeres protagonistas, y hay saltos de ubicación y tiempo. Por ejemplo, la quinta parte comienza en el mundo de Jeannine, pero la acción es narrada a través de la perspectiva de Joanna. La novela nunca indica claramente quién está hablando y, como resultado, a menudo crea confusión en la narración. Sin embargo, siempre se proporcionan pistas para que el lector pueda inferir la identidad del narrador. 
Las perspectivas de Joanna, Janet y Jael se expresan a través de la narrativa en primera persona, pero a menudo se refieren a sí mismas en tercera persona mientras la narración aún transcurre desde su punto de vista. La perspectiva de Jeannine se narra inicialmente únicamente en tercera persona. Jeannine adopta finalmente la primera persona, como metáfora de su duda creciente sobre su dependencia de un hombre y su destino como esposa obediente. Joanna reconoce que su propio estilo de narración refleja una cualidad femenina. Joanna dice: "No tengo estructura... mis pensamientos se filtran informes como el fluido menstrual, de un modo muy femenino y profundo y lleno de esencias, muy primitivo y cargado de conjunciones, como 'oraciones continuas'". Joanna también inserta conversaciones comunes en forma de guion cinematográfico, como expresión de su frustración con la ignorancia de los hombres hacia las mujeres. Janet a menudo da antecedentes de Whileaway para proporcionar información sobre la naturaleza de su mundo. Jael es presentada ligeramente en la segunda parte, a través de un texto en cursiva; sin embargo, su historia comienza en la parte ocho con una repetición del capítulo en cursiva. La novela se centra principalmente en la perspectiva de Jael hasta el final de la novela, excepto por unos momentos en los que la narración se cuenta a través del punto de vista de las otras tres.

## Significado literario y recepción
A medida que el movimiento feminista comenzó a llamar la atención, muchos consideraron que la novela era una de las obras más influyentes de la literatura feminista, y su amplia aceptación anunció el comienzo de la ciencia ficción feminista.
Douglas Barbour en el Toronto Star escribió: 
Elizabeth Lynn, de San Francisco Review of books, lo describió como "Un libro deslumbrante, una obra para leer con enorme respeto. También es increiblemente divertida". 
Activistas transgéneros han notado que las secciones de Jael son transfóbicas, algo por lo que Russ se disculpó más tarde en su vida.

## Alusiones y referencias.

### Alusiones a otras obras.
- "Cuando cambió" ("When It Changed"), por Joanna Russ

El personaje Janet, y una versión diferente de Whileaway (un planeta colonizado desde la Tierra, en lugar de una versión futura de la Tierra misma), existen tanto en la novela El hombre hembra como en la historia corta "Cuando cambió". 
- Beowulf de la tradición oral

Joanna hace alusión a la madre de Grendel para demostrar que una mujer puede ser tanto una madre cuidadora como una mujer agresiva y fuerte. 
- El sometimiento de las mujeres por John Stuart Mill

Joanna hace referencia a Mill cuando enumera los ejemplos de cómo los hombres han oprimido históricamente a las mujeres. 
- La biblia

Jael lleva el nombre de Yael, que mata a Sisera clavándole una estaca en el cráneo mientras duerme. En un momento dado, Russ describe a Jael con palabras extraídas del Libro de Jueces: "A sus pies él se encorvó, cayó, quedó tendido; a sus pies se encorvó y cayó; donde se encorvó, allí quedó muerto." (Jueces 5:27).

### Alusiones a la historia.
La novela de Russ se refiere a los conflictivos momentos durante la década de 1970, cuando el movimiento feminista se volvió muy influyente. Debido a que El hombre hembra se escribió durante la década de 1970, el mundo del personaje de Joanna es más similar al mundo en el que vivió su autora. La novela también aborda el movimiento ecologista, como se muestra a través de la sociedad utópica de Janet. Aunque el mundo de Janet es extremadamente avanzado tecnológicamente, las mujeres eligen vivir en sociedades agrarias. Whileaway conforma una imagen idealista de un entorno orgánico donde la naturaleza se conserva a pesar del desarrollo radical de la tecnología. 
Joanna (la autora) también menciona la Gran Depresión, que comenzó en 1929 cuando la economía mundial se vio sumida en una larga y profunda recesión. En el mundo de Jeannine, sin embargo, la Gran Depresión nunca terminó. El texto sugiere que la continuación de la Gran Depresión obligó a las mujeres a buscar esposos para obtener apoyo financiero e impidió a las mujeres encontrar trabajo por su cuenta, perpetuando los roles de género. 

## Premios y nominaciones
Tras haber sido nominada para el premio Nebula de 1975 a la Mejor Novela, El hombre hembra ganó uno de los tres premios Retrospectivos Tiptree en 1996. También ganó un premio del Gaylactic Spectrum Hall en 2002.